# Patrick Fischler
Pour les articles homonymes, voir Fischler.
Patrick Fischler, né le 29 décembre 1969 à Los Angeles, est un acteur américain.

## Biographie
Il fait ses études à la Tisch School of the Arts de l'NYU , et effectue un stage au Circle in the Square; il obtient son diplôme en 1992.
Il apparaît pour la première fois à l'écran en 1990 dans un épisode de Côte Ouest puis dans trois autres séries en 1993. En 1994, il joue pour la première fois au cinéma avec des rôles mineurs dans les films Speed et The Shadow et un rôle plus important dans Swimming with Sharks.
Il interprète un personnage secondaire dans le film Mulholland Drive (2001), de David Lynch. En 2002, il joue un des jurés dans l'épisode Trial By Magic de la série Charmed.
En 2006, il joue dans Le Dahlia noir de Brian de Palma.
En 2007, il incarne Jimmy Barrett dans la saison 2 de la série Mad Men, rôle qui lui vaut deux nominations aux Gold Derby Awards. Fischler fait également une apparition dans un épisode de la 3e saison de la série Bones en 2007.
En 2008, il joue dans un épisode de la série Burn Notice, dans Breaking & Entering ainsi que dans l'épisode 15 de la saison 5 de NCIS : Enquêtes spéciales. En 2009, Fischer fait une première apparition dans la série Lost : Les Disparus en jouant le rôle de Phil, un employé de la Dharma Initiative dans les années 1970.
En 2009-2010, il incarne le détective Kenny No-Gun dans la série Southland diffusée sur la chaîne NBC.
En 2011, il fait aussi une apparition dans le rôle du gangster Mickey Cohen dans le jeu vidéo L.A. Noire qui se déroulae dans les années 1940.
En 2017, il joue le rôle de Duncan Todd dans la saison 3 de la série Twin Peaks. De 2017 à 2019, il est aussi Smoothie dans la série Happy!
En 2018, il incarne un auteur de fanzine complotiste dans le film Under the Silver Lake.

### Vie privée
Il est marié avec l'actrice Lauren Bowles, qui est la demi-sœur de Julia Louis-Dreyfus.

## Filmographie

### Acteur

#### Cinéma
- 1994 : Speed de Jan de Bont : l'homme dans l'ascenseur
- 1994 : The Shadow de Russell Mulcahy : le marin
- 1994 : Swimming with Sharks de George Huang : Moe
- 1996 : Twister de Jan de Bont : le communicateur
- 1998 : The Week That Girl Died de Sean Travis : Ralph
- 2001 : Mulholland Drive de David Lynch : Dan, le rêveur du "Winkie's"
- 2001 : Ghost World de Terry Zwigoff : le caissier de Masterpiece Video
- 2003 : Something's gotta give de Nancy Meyers : le directeur de scène
- 2006 : Le Dahlia noir de Brian de Palma : Ellis Loew
- 2007 : Idiocracy de Mike Judge : le mari du couple à la télévision
- 2008 : Garden Party de Jason Freeland : Anthony
- 2011 : Red State de Kevin Smith : agent du FBI no 1
- 2012 : Recherche Bad Boys désespérément (One for the Money) de Julie Anne Robinson : Vinnie Plum
- 2013 : 2 Guns de Baltasar Kormákur : le Dr. Ken
- 2013 : The Test (court métrage) d'Anthony DiBlasi (en)
- 2016 : Ave, César ! (Hail, Caesar!) de Joel et Ethan Coen : Benedict
- 2016 : L'Exception à la règle (Rules Don't Apply) de Warren Beatty : le réalisateur
- 2016 : Un héritage mortel (Her Last Will) d'Anthony DiBlasi (en) : Gill Cotton
- 2018 : Under the Silver Lake de David Robert Mitchell : l'auteur du fanzine Under the Silver Lake
- 2023 : Fiction à l'américaine (American Fiction) de Cord Jefferson : Mandel

#### Télévision
- 1990 : Côte Ouest : un employé de bureau (saison 12, épisode 2)
- 1996-2001 : Nash Bridges : Pepe (11 épisodes)
- 1997 : Le Caméléon : Toby (saison 2, épisode 4)
- 2002 : Charmed : Foreman, un des jurés (saison 4, épisode 11)
- 2003 : Angel : Ted, un libraire fan de Jasmine (saison 4, épisode 19)
- 2003 : Les Experts : Monsieur Lee (saison 4, épisode 5)
- 2004 : Ma famille d'abord : (saison 4, épisode 27)
- 2005 : Monk : Eddie (saison 3, épisode 11)
- 2006 : Veronica Mars (saison 3, épisode 19)
- 2007 : Bones : Gil Gates (saison 3, épisode 7)
- 2007 : Mad Men : Jimmy Barrett (saison 2)
- 2008 : NCIS : Enquêtes spéciales : George Stenner (saison 5, épisode 15)
- 2009 : Lost : Les Disparus : Phil (saison 5, épisodes 8 à 17)
- 2009-2010 : Southland : le détective Kenny No-Gun
- 2010 : Los Angeles, police judiciaire : avocat de la défense Josh Solomon  (saison 1, épisode 7)
- 2011 : Esprits criminels : Jack Fahey (saison 6, épisode 18)
- 2011 : Franklin and Bash : John Stills (saison 1, épisode 6)
- 2011 : Larry et son nombril : Stu (saison 8, épisode 4)
- 2011 : Grimm : Billy Capra (saison 1, épisode 4)
- 2012 : Body of Proof : Joey Jablonsky (saison 2, épisode 15)
- 2012 : Grey's Anatomy : Jake Steiner (saison 8, épisode 23)
- 2012 : The Finder : Jason Stefanian (saison 1, épisode 13)
- 2012 : New York, unité spéciale : Dr. Gene Brightman (saison 13, épisode 22)
- 2012 : Veep : Ken (saison 1, épisode 6)
- 2012 : Scandal : Arthur « Artie » Hornbacher (saison 2, épisode 3)
- 2012 : Castle : Leo (saison 5, épisode 8)
- 2012-2013 : Californication : Gabriel (saisons 5 et 6)
- 2013 : Hawaii 5-0 : Ryan Webb (saison 3, épisode 14)
- 2013 : Mentalist : Gary Beinhart (saison 5, épisode 20)
- 2013 : Mob City : Meyer Lansky (saison 1, épisode 6)
- 2014 : Suits, avocats sur mesure : Elliott Stemple (saison 3, épisode 13)
- 2015-2017 : Once Upon a Time : Isaac Heller, l'Auteur (saison 4, épisodes 16 à 22[4]) et (saison 6, épisode 16)[5]
- 2015 : Shameless : Wade Shelton
- 2015 : Silicon Valley : Dr Davis Bannercheck (saison 2, épisodes 4,5 et 8[6])
- 2017 : Scorpion : Kapper (saison 3 épisode 22)
- 2017 : Twin Peaks (série télévisée, saison 3) de David Lynch : Duncan Todd
- 2017-2019 : Happy! (saison 1 et 2) : Smoothie
- 2018 : Timeless : Joseph Pope (saison 2, épisode 4)
- 2020 : L'Étoffe des héros (The Right Stuff) : le directeur de la NASA (saison 1)
- 2021 : 9-1-1 Hollis Harcourt (saison 4, épisode 12)
- 2021 : NCIS: Hawaiʻi : Doug Smith (saison 1, épisode 14)
- 2022 : The Rookie : Le Flic de Los Angeles : Mr. Karga (saison 4, épisode 12)
- 2022 : A Friend of the Family : Garth Pincock
- 2023 : Code Quantum : Dr. Mueller (saison 1, épisode 16)

#### Jeu vidéo
- 2011 : L.A. Noire : Mickey Cohen

### Autres
- 2013 : The Test (court métrage) d'Anthony DiBlasi (en) : producteur délégué
- 2016 : Un héritage mortel (Her Last Will) d'Anthony DiBlasi (en) : auteur de l'histoire originale et producteur